# Misia Butler
Misia Butler (Londres, 2001) es un actor británico mejor conocido por su interpretación del personaje mitológico Céneo en la serie web Kaos, en Netflix.

## Primeros años de vida
Butler nació en Londres, donde creció. Se interesó por la actuación desde muy joven y recibió formación a través de un curso de actuación impartido por la organización benéfica Gendered Intelligence en colaboración con la Central School of Speech and Drama de Londres, que también le valió su primer trabajo como actor en la serie de televisión Casualty a los 15 años. En un ensayo que Butler publicó en 2024 para Yahoo News, habló sobre su modelo a seguir, Elliot Page, y la importancia de la representación queer en la televisión y las películas.

## Carrera
El primer papel actoral de Butler fue a la edad de 15 años en un episodio de la serie de televisión médica británica de la BBC Casualty en 2016. Después de su papel en Casualty consiguió un agente. En 2018, Butler apareció en la miniserie de Netflix Kiss Me First. Luego apareció en la película La Escuela del Bien y del Mal y en la serie de Netflix El hijo bastardo y el mismísimo diablo en 2022.
En 2022, Butler audicionó para la serie de televisión de Netflix KAOS, que sigue la mitología griega y consiguió un papel protagónico interpretando al personaje de Céneo, una figura mitológica transmasculina que finalmente se reveló como Kaos. El programa se estrenó el 29 de agosto de 2024.

## Vida personal
Butler es un hombre transgénero y usa el pronombre masculinos «él».

## Filmografía
| Año  | Título                        | Role    | Notas | Ref.  |
| ---- | ----------------------------- | ------- | ----- | ----- |
| 2022 | La Escuela del Bien y del Mal | Tarquin |       | [ 5 ] |

| Año  | Título                             | Role    | Notas | Ref.          |
| ---- | ---------------------------------- | ------- | ----- | ------------- |
| 2016 | Víctima                            | Roberto |       | [ 11 ] [ 12 ] |
| 2018 | Bésame primero                     | Yocasta |       | [ 4 ] [ 13 ]  |
| 2022 | El hijo bastardo y el mismo diablo | Niall   |       | [ 6 ]         |
| 2024 | Kaos                               | Ceneo   |       | [ 2 ]         |